# Longin Łępicz
Longin Łępicz (ur. 1933 w Ostrowcu Świętokrzyskim, zm. 24 sierpnia 2008 tamże) – polski artysta fotograf. Członek rzeczywisty Okręgu Świętokrzyskiego Związku Polskich Artystów Fotografików. Członek założyciel Świętokrzyskiego Towarzystwa Fotograficznego. Członek honorowy Fotoklubu Galeria Miejskiego Centrum Kultury w Ostrowcu Świętokrzyskim.

## Życiorys
Longin Łępicz związany z ostrowieckim środowiskiem fotograficznym - fotografował od 1955 roku. Był absolwentem Akademii Górniczo-Hutniczej w Krakowie. Był członkiem założycielem ówczesnego oddziału Polskiego Towarzystwa Fotograficznego, działającego przy Hucie Ostrowiec – późniejszego (od 1961) Świętokrzyskiego Towarzystwa Fotograficznego oraz współzałożycielem Fotoklubu Galeria Miejskiego Centrum Kultury w Ostrowcu Świętokrzyskim. 
Longin Łępicz jest autorem i współautorem wielu wystaw fotograficznych; indywidualnych (m.in. w Kielcach, Krakowie, Ostrowcu Świętokrzyskim, Rzeszowie, Siedlcach, Zamościu) i zbiorowych (w wielu miejscach Polski). Był aktywnym uczestnikiem corocznego (ówczesnego) ogólnopolskiego – obecnie międzynarodowego pleneru fotograficznego Podlaski Przełom Bugu. Prowadził zajęcia – prelekcje, spotkania, warsztaty fotograficzne, pokazy multimedialne. 
W 2002 roku został przyjęty w poczet członków rzeczywistych Okręgu Świętokrzyskiego Związku Polskich Artystów Fotografików. W 2006 roku został laureatem nagrody  Prezydenta Miasta Ostrowca Świętokrzyskiego. Zmarł 24 sierpnia 2008 w Ostrowcu Świętokrzyskim. Jego fotografie opublikowano w Słowniku Biograficznym Fotografów Polskich.

## Publikacje (albumy)
- Zapomniane Fotografie (Wydawnictwo A.R.W. Fine Grain; Kielce 1997)[3][16][17];